# Ciąża rzekoma (weterynaria)
Ciąża rzekoma (c. pozorna, pseudociąża) – pojawienie się u samic niektórych ssaków przemian macicy charakterystycznych dla ciąży, przy jednoczesnym braku płodu. Dodatkowym objawem może być wzrost masy ciała, powiększenie sutków, a nawet laktacja. Pseudociąża jest wywoływana przez brak lub zaburzenia owulacji albo przez kopulację z bezpłodnym samcem. Zjawisko to jest często obserwowane u zwierząt domowych, występuje również u zwierząt dziko żyjących, a także u ludzi. U psowatych ciąża rzekoma jest zjawiskiem fizjologicznym. U zwierząt domowych może być wynikiem przerwania terapii hormonalnej.
Termin pseudocyesis wprowadził w 1923 angielski pisarz John Mason Good.